# San Agustin (Romblon)
San Agustin ist eine philippinische Stadtgemeinde in der Provinz Romblon, in der Verwaltungsregion IV-B, Mimaropa. Sie hat 22.598 Einwohner (Zensus 1. August 2015). Sie wird als Gemeinde der vierten Einkommensklasse auf den Philippinen und als teilweise urbanisiert eingestuft.
San Agustin liegt im Nordosten der Insel Tablas an der Küste der Sibuyan-See. Die Topographie der Gemeinde wird durch flachwelliges Terrain gekennzeichnet. Ihre Nachbargemeinden sind Calatrava im Nordwesten, Odiongan im Südwesten, San Andres im Westen, Santa Maria im Süden.
In der Gemeinde ist die School of Agro-Forestry der Romblon State University angesiedelt.

## Baranggays
Die Gemeinde setzte sich 2011 aus 15 Barangays zusammen:
| - Bachawan - Binongahan - Binugusan - Buli - Cabolutan - Cagbuaya - Camantaya - Carmen | - Cawayan - Doña Juana - Dubduban - Lusong - Mahabang Baybay - Poblacion - Sugod |

## Söhne und Töchter
- Mel Rey Uy (* 1968), römisch-katholischer Geistlicher, Bischof von Lucena

## Weblink

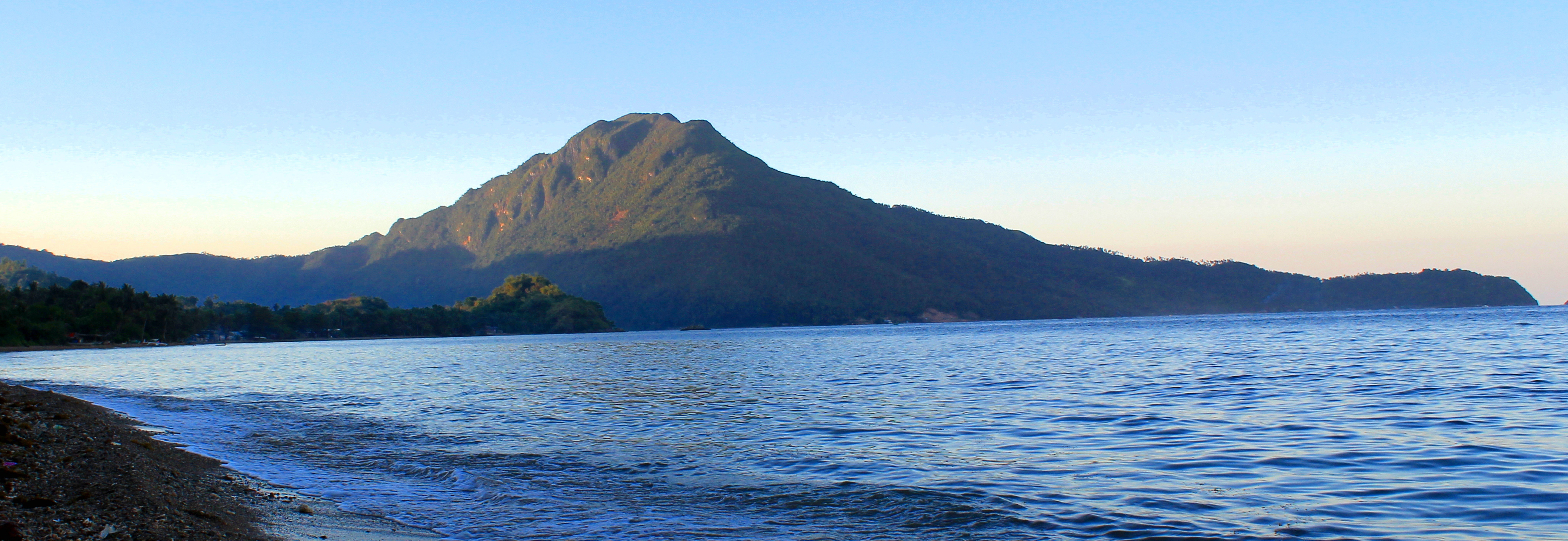
Der Mount Payaopao

- Informationen der Philippine Statistics Authority über San Agustin